# Realm
I Realm sono stati un gruppo musicale thrash metal statunitense formatosi a Milwaukee, nel 1985 e scioltosi nel 1992.

## Storia del gruppo
La band venne creata su iniziativa dei chitarristi Paul Laganowski e Takis Kinis a cui si unirono Roger Gottfried, Mike Olson e Doug Parker.
Il gruppo entrò subito in attività registrando il demo Perceptive Incentive che venne pubblicato lo stesso anno della loro fondazione, mentre il secondo demo, intitolato Final Solution, uscì nel 1987 e vide l'ingresso del bassista Steve Post in sostituzione di Gottfried.
In seguito Parker venne sostituito dal cantante Mark Antoni che in precedenza aveva già militato insieme ai due chitarristi in un'altra band chiamata Fallout.
Nel 1988 siglarono un contratto con la Roadrunner Records che, sul finire dell'anno, pubblicò Endless War, il loro primo album in studio da cui venne tratto anche il singolo Eleanor Rigby contenente l'omonima cover dei Beatles.
Il disco d'esordio presentò delle composizioni intricate e delle soluzioni di difficile esecuzione tecnica, rientrando nel filone del technical thrash al pari dei primi album di altre band contemporanee come i Watchtower, gli Hades ed i Toxik.
Durante le successiva primavera iniziarono il loro primo tour statunitense e nel 1990 diedero alle stampe il loro secondo full-length intitolato Suiciety.
Successivamente la Roadrunner si accordò con la band per la realizzazione di un terzo disco, in vista del quale venne registrato un demo nel 1992 contenente anche la cover di One More Red Nightmare dei King Crimson.
Dell'altro materiale inedito venne registrato nello stesso periodo, ma la nuova uscita non si concretizzò poiché la band si sciolse ed i membri, ad eccezione del batterista Mike Olson e del cantante, formarono un nuovo gruppo chiamato White Fear Chain

## Formazione

### Ultima
- Mark Antoni – voce (1988-1992)
- Paul Laganowski – chitarra (1985-1992)
- Takis Kinis – chitarra (1985-1992)
- Steve Post – basso (1986-1992)
- Mike Olson – batteria (1985-1992)

### Ex componenti
- Roger Gottfried – basso (1985)
- Doug Parker – voce (1985-1987)

## Discografia

### Album in studio
- 1988 - Endless War
- 1990 - Suiciety

### Singoli
- 1988 - Eleanor Rigby

### Demo
- 1985 - Perceptive Incentive
- 1987 - Final Solution
- 1992 - Demo